# Polina (Revúca)
Polina es un municipio del distrito de Revúca en la región de Banská Bystrica, Eslovaquia, con una población estimada a final del año 2024 de 103 habitantes.
Se encuentra ubicado al este de la región, en la cuenca hidrográfica del río Sajó —un afluente derecho del río Tisza— y cerca de la frontera con la región de Košice.

## Demografía
| Año        | 1994 | 2004    | 2014    | 2024     |
| ---------- | ---- | ------- | ------- | -------- |
| Población  | 127  | 124     | 120     | 103      |
| Diferencia |      | −2,36 % | −3,22 % | −14,16 % |

| Año        | 2023 | 2024    |
| ---------- | ---- | ------- |
| Población  | 101  | 103     |
| Diferencia |      | +1,98 % |